# Алт Шверин
Алт Шверин (њем. Alt Schwerin) општина је у њемачкој савезној држави Мекленбург-Западна Померанија. Једно је од 60 општинских средишта округа Мириц. Према процјени из 2010. у општини је живјело 568 становника. Посједује регионалну шифру (AGS) 13056004.

## Географија
Алт Шверин се налази у савезној држави Мекленбург-Западна Померанија у округу Мириц. Општина се налази на надморској висини од 84 метра. Површина општине износи 44,6 km².

## Становништво
У самом мјесту је, према процјени из 2010. године, живјело 568 становника. Просјечна густина становништва износи 13 становника/km².